# Eremolaena
Eremolaena Baill. – rodzaj roślin z rodziny Sarcolaenaceae, obejmujący trzy gatunki, występujące endemicznie we wschodnim Madagaskarze, gdzie zasiedlają wilgotny las równikowy. Eremolaena rotundifolia rośnie na piaskach nadmorskich wzdłuż wybrzeża. Eremolaena humblotiana związana jest z siedliskami kształtującymi się na skałach laterytowych.

## Morfologia
PokrójMałe drzewa o wysokości 8–12 m (rzadko do 20 m) i średnicy pnia 10–20 cm. Gałęzie szaro-brązowe do czerwonawych, błyszczące, z szarawymi przetchlinkami. Kora gładka. Gałązki pierwszoroczne spłaszczone, czerwonawo-brązowe, owłosione, z szarymi lub białawymi, prążkowanymi włoskami, gwiazdkowatymi i łuskowatymi.
LiścieSkórzaste. Jajowate do odwrotnie jajowatych, zielone, lekko białawo przebarwione na powierzchni odosiowej. Nasada liści lekko sercowata do wąskiej. Brzeg blaszki lekko falujący, wierzchołek wcięty, rzadziej prawie okrągły. Ogonek liściowy z włoskami szarymi do białawych. Przylistki trójkątne, brązowe z białymi włoskami.
KwiatyPojedyncze lub podwójne, wzniesione, okazałe, zebrane w szczytowe lub wyrastające w kątach liści baldachogrona. Szypułka zielona, z gęstymi szarymi do białawych włoskami. Okrywa kołnierzykowata, w zależności od gatunku 3- lub 5-działkowa. Pięć działek kielicha silnie nierównych, dwie zewnętrzne dużo mniejsze od pozostałych. Płatki korony silnie zwinięte w fazie pąku. Pręciki liczne. Zalążnia apokarpiczna z dwoma zalążkami.
OwoceTorebki, pękające, z 1–2 nasionami w każdej komorze. Owocnia cienka, skórzasta, ale otoczona mięśniejącą okrywą.

## Systematyka
Jeden z rodzajów w rodzinie Sarcolaenaceae.
Gatunki
- Eremolaena darainensis Nusb. & Lowry
- Eremolaena humblotiana Baill.
- Eremolaena rotundifolia (F.Gérard) Danguy

## Zagrożenie i ochrona
Wszystkie gatunki Eremolaena zostały ujęte w Czerwonej Księdze Gatunków Zagrożonych IUCN ze statusem od najmniejszej troski (E. rotundifolia) do krytycznie zagrożony (E. darainensis).